# Костарика на Светском првенству у атлетици на отвореном 2017.
Костарика је учествовала на Светском првенству у атлетици на отвореном 2017. одржаном у Лондону од 4. до 13. августа шеснаести пут, односно учествовала је на свим првенствима до данас. Репрезентацију Костарика представљао је 1 такмичар који се такмичио у трци на 400 метара.,
На овом првенству такмичар Костарика није освојио ниједну медаљу нити је остварио неки резултат.

## Учесници
Мушкарци :
- Нери Бринс — 400 м

## Резултати

### Мушкарци
| Атлетичар  | Дисциплина | Лични рекорд | Квалификације   | Квалификације   | Полуфинале           | Полуфинале           | Финале               | Финале               | Детаљи |
| Атлетичар  | Дисциплина | Лични рекорд | Резултат        | Место           | Резултат             | Место                | Резултат             | Место                | Детаљи |
| ---------- | ---------- | ------------ | --------------- | --------------- | -------------------- | -------------------- | -------------------- | -------------------- | ------ |
| Нери Бринс | 400 м      | 44,60 НР     | дисквалификован | дисквалификован | није се квалификовао | није се квалификовао | није се квалификовао | није се квалификовао |        |